# Unicast
Nelle reti di calcolatori, un pacchetto destinato ad un solo computer, e l'indirizzo usato per inviare un tale pacchetto, è detto Unicast.
Questo è il caso più comune nella destinazione di contenuti agli utenti, ma differenti tipologie di trasmissione, quali ad esempio Multicast e Broadcast, sono spesso utilizzate per lo streaming di dati.
Concettualmente una connessione unicast corrisponde ad una connessione punto-punto.
In alternativa, un pacchetto destinato a tutti i calcolatori di una rete è detto Broadcast, uno destinato a molti è Multicast, uno destinato ad uno qualunque di un gruppo Anycast.